# Magnolia martini
Magnolia martini är en magnoliaväxtart som beskrevs av Augustin Abel Hector Léveillé. Magnolia martini ingår i släktet Magnolia och familjen magnoliaväxter. Inga underarter finns listade i Catalogue of Life.